# Eugène Grangé

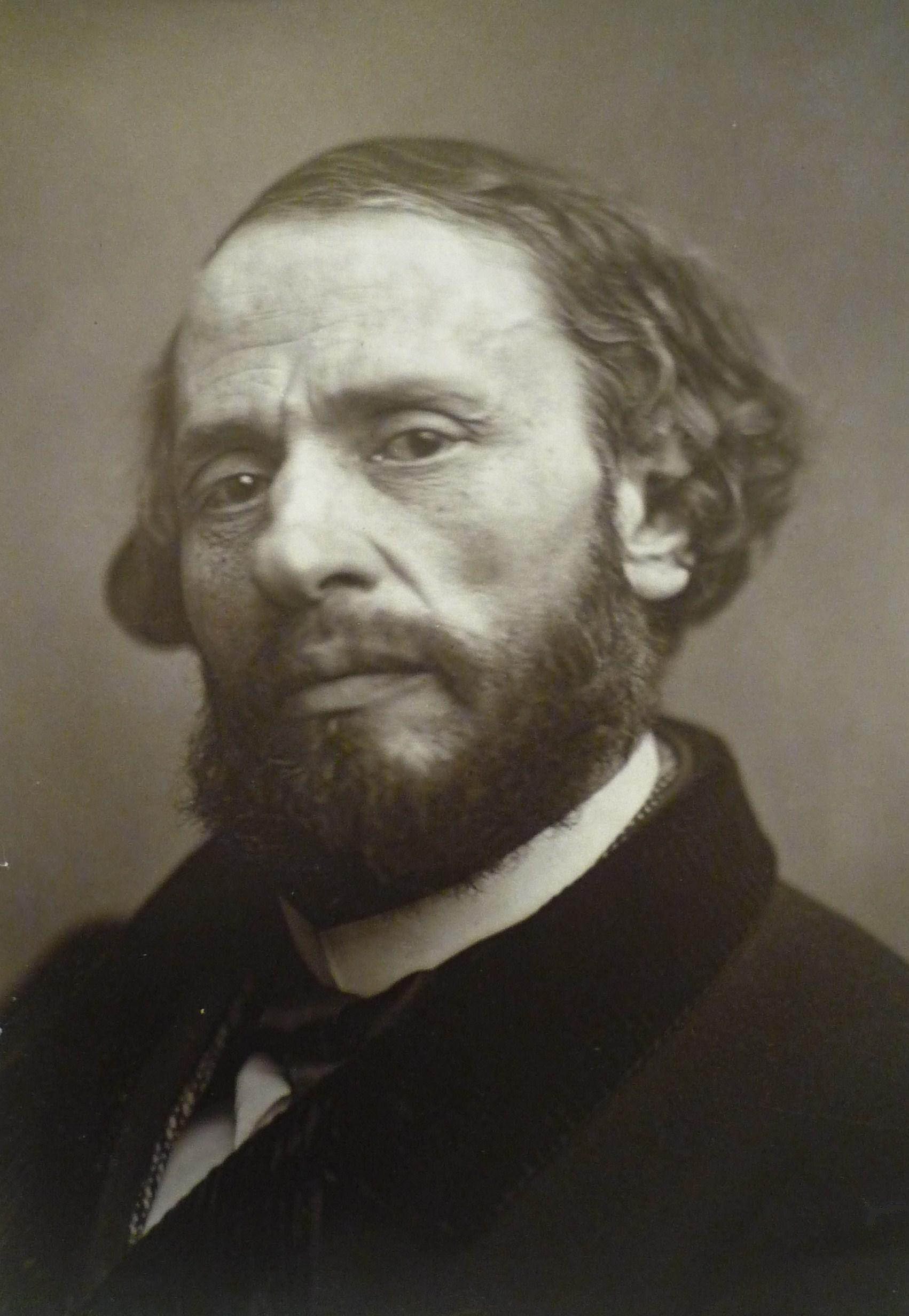
Porträt Grangés

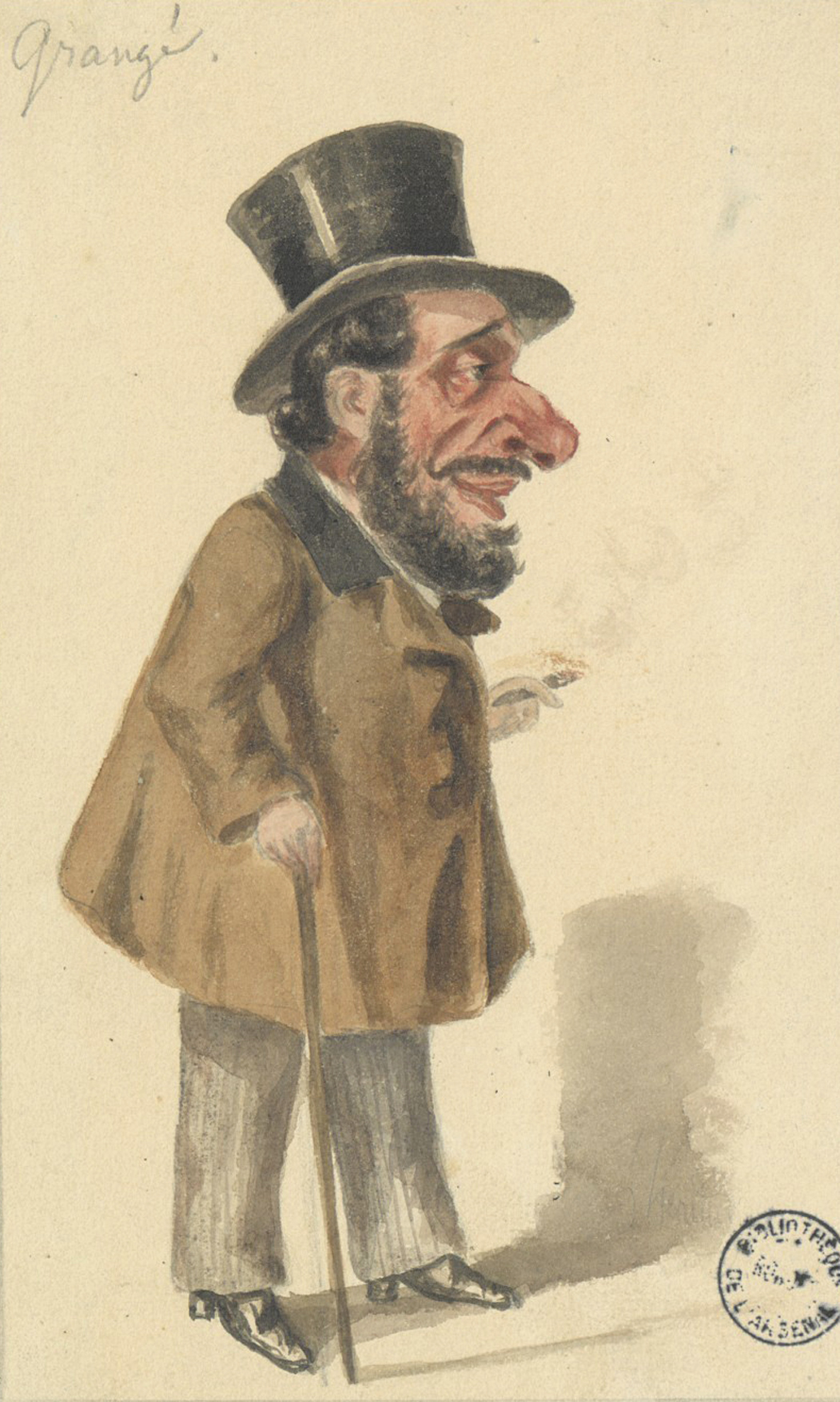
Karikatur von Lhéritier

Eugène Grangé, eigentlich Pierre-Eugène Basté (* 16. Dezember 1810 in Paris; † 1. März 1887 ebenda), war ein französischer Dramatiker, Librettist und Chansonnier.

## Biographie
Nach dem Besuch der École mutuelle schloss er seine Schulbildung am Collége Charlemagne ab. Seine Eltern wollten, dass er bei einer Bank arbeiten sollte, wohingegen er eine Karriere als Literat erstrebenswerter fand. Deshalb schrieb er bereits im Alter von 16 Jahren Libretti, die dann an den kleinen Theatern am Boulevard du Temple aufgeführt wurden. Er benutzte dafür seinen Vornamen Eugéne als Pseudonym. So wurden vor allem im Théâtre des Funambules und im Spectacle de Madame Saqui seine Stücke zum Publikumserfolg. Das Urheberrecht war noch weit entfernt und er wurde für seine Stücke lediglich pro Akt bezahlt, was dann auch abgegolten war.
Eines Tages lud ihn Madame Saqui zu einem kleinen Mittagessen ein und zum Ende der Mahlzeit machte sie ihm den Vorschlag, nur noch für sie zu schreiben. Dafür sollte er ein Festgehalt und zusätzlich einen Bonus für jeden Akt erhalten. Grangé akzeptierte und innerhalb von einem oder zwei Jahren war er der Hauptautor des Théâtre Saqui.
Grangé hatte aber größere Ambitionen und er schrieb, zusammen mit dem Vaudevillist Lubize, für das neue Théâtre des Folies-Dramatiques einen Dreiakter, Le Gamin, mit dem er, nun unter seinem vollen Künstlernamen, einen großen Erfolg feiern konnte. Grangés Vaudevilles waren sehr gefragt und viele Häuser, wie das Théâtre des Variétés oder Théâtre de l’Ambigu-Comique rissen sich um seine Vaudevilles.
Grangé war aber auch als Chansonnier bekannt. Die neue Leitung des Théâtre du Palais-Royal, das eines von Grangés, Alfred Delacours und Lambert-Thibousts Stücken (Le Punch Grassot) mit Erfolg zur Wiedereröffnung aufgeführt hatte, feierte das mit einem Dîner mit den drei Künstlern im Le Brébant. Grangé gab dann, als Nachtisch, eines seiner Chansons zum Besten. Das Dîner wurde nun jeden Monat als Dîner des Gnoufs-Gnoufs, im Brauchtum der Goguettes, wiederholt und die Feiernden, auch Grangé, schrieben für diesen Anlass Chansons.
Louis François Clairville, der zufällig einem Gesangsvortrags Grangés beiwohnte, war sehr angetan und lud ihn daraufhin zum Dîner der legendären Société du Caveau ein. Zu seinem Einstand trug er sein für diesen Anlass verfasstes Lied le Clé du Caveau vor. Unter großem Beifall trug ihm der Vorsitzende Louis Protat die Mitgliedschaft an, die Grangé gerne annahm. In den folgenden Jahren wurde Grangé selbst, insgesamt siebenmal bis 1880, zum Vorsitzenden gewählt.
Grangé, der lange Jahre an Asthma litt, starb 77-jährig an einem Asthmaanfall.

## Werk (Auszug)
Grangés Schaffen war vielfältig. Neben Vaudevilles schuf er Dramen und komische Opern. Seine Chansons sind, bis auf wenige, nicht erhalten.
- Le Gamin, mit Lubize, 1833 im Théâtre des Folies-Dramatiques
- Les Petits souliers, ou la Prison de Saint-Crépin, mit Adolphe d’Ennery, 1836 im Théâtre du Panthéon
- Gras et maigre, mit Adolphe d’Ennery, 1838 im Théâtre du Palais-Royal
- Les bohémiens de Paris, mit Adolphe d’Ennery, 1843 im Théâtre de l’Ambigu-Comique
- Fualdès, mit Charles Dupeuty, 1848 im Théâtre de la Gaîté
- Les sept merveilles du monde, mit Adolphe d’Ennery, 1853 im Théâtre de la Porte Saint-Martin
- Le punch Grassot, mit Alfred Delacour und Lambert-Thiboust, 1858 im Théâtre du Palais-Royal
- Mémoires de Mimi-Bamboche, mit Lambert-Thiboust, 1860 im Théâtre du Palais-Royal
- Une paire de soeurs, mit Louis François Clairville, 1865 im Théâtre du Palais-Royal
- La cocotte aux oeuf [sic] d'or, mit Victor Koning und Louis François Clairville, 1872 im Théâtre des Menus-Plaisirs